# Das Geheimnis der Freiheit
Das Geheimnis der Freiheit ist ein deutscher Fernsehfilm des Regisseurs Dror Zahavi, der am 15. Januar 2020 erstmals im Ersten ausgestrahlt wurde.

## Handlung
Berthold Beitz, Ziehsohn von Alfried Krupp und mächtiger Mann im Stahlkonzern, beauftragt Golo Mann, den Sohn Thomas Manns, ein Buch über die Familie Krupp zu schreiben. Zuvor hatten redaktionsgebundene Journalisten damit begonnen, eine Biografie über Beitz zu verfassen, was ihm jedoch nicht zusagte, weil vieles nicht in seinem Sinn dargestellt wurde. Bei einer Auftragsbiografie erhofft er sich eine „kruppgerechte“ Darstellung der Familie. Die Firma hat gerade die schlechtesten Bilanzen seit dem Kriegsende, und etwas Aufwind ist dringend nötig. Insgeheim plant er Firmenanteile an den Iran zu verkaufen und will die Familie mit dem Buch etwas versöhnen. Zugleich hofft er das Image des Krupp-Konzerns noch mehr aufzuwerten, da er den Iranern im Wesentlichen den Namen Krupp verkaufen will.
Der Historiker Golo Mann hat eigentlich genug zu tun, doch das Angebot von Beitz erscheint ihm reizvoll. Zumal er dadurch aus seinem verschlafenen Schweizer Domizil herauskommt, denn er wird viele Tage in Deutschland verbringen und mit Beitz Gespräche führen. Schon bei dem ersten dieser Gespräche hat Mann das Gefühl, den Geschäftsmann plagt bei allem Einfluss, den er im Laufe der Jahre erlangt hat, doch ein schlechtes Gewissen. So berichtet Beitz von der Zeit in Polen, wo er als junger Geschäftsführer eines kriegswichtigen Unternehmens Entscheidungen zu treffen hatte. Zwar hat auch er wie Oskar Schindler Juden gerettet, doch wohlweislich nicht genug. Das Unrecht, das den Menschen dort geschehen war, hat ihn geprägt und in einen Zwiespalt gestürzt, bei dem die Achtung vor Alfried Krupp bisher immer gesiegt hatte. Mann äußert seine Verwunderung darüber, dass er Krupp, als einem verurteilten Kriegsverbrecher, die Treue hält, aber sein eigenes Leben damals in Gefahr gebracht hat, um Juden zu retten. Beitz sieht darin keinen Widerspruch, weil er durch Alfried Krupp die Macht besitzt, die er heute hat. Krupp hatte sie ihm gegeben, und dafür ist er ihm auf ewig dankbar.
In Polen hat er erlebt, was es heißt, keine Macht zu haben. Zusehen zu müssen, wie Massen von Menschen wie Tiere in Züge gepfercht wurden und er nur einige wenige dort herausholen konnte. Seit diesem Erlebnis hat er sich vorgenommen, so viel Macht zu bekommen, wie nur möglich, denn nur wer Macht hat, kann solches Unrecht verhindern.
Beitz und Mann verbringen viel Zeit miteinander. Als Beitz zu einem ehemaligen Werk reisen will, das in der DDR verstaatlicht wurde, bietet er Mann an mitzukommen, doch der lehnt ab. Beitz trifft sich in der DDR mit dem obersten Staatschef, macht aber auch einen Abstecher in seine ganz private Vergangenheit und den Ort, wo er seine Kindheit verbracht hat. Dabei erinnert er sich auch an einen Unfall, bei dem er fast ertrunken wäre. Ebenso erscheint ihm immer wieder eine junge Frau in der Ferne, eine Jüdin, die er damals in Polen letztendlich nicht retten konnte, weil er sich der Staatsmacht beugen musste. Da Beitz diese Erscheinung beschäftigt und nicht zur Ruhe kommen lässt, teilt er sich Golo Mann mit, da er weiß, dass dieser auch Geistergeschichten geschrieben hat. Mann rät ihm mit der jungen Frau „zu sprechen“, was Beitz auch versucht. Es geht ihm jedoch sichtlich nahe, sodass er am Ende gar nicht sprechen kann.
Nachdem Golo Mann nach 8 Jahren alle Kapitel so weit fertig gestellt hat, teilt ihm Beitz unerwartet mit, dass das Buch nicht seinen Vorstellungen entspricht und nicht erscheinen könne. Mann ist verärgert, weil er nicht dafür zensiert werden will, die Wahrheit zu Papier gebracht zu haben. Damit trennen sich ihre Wege.
Sie treffen sich zufällig noch einmal auf dem Flughafen, als Beitz nach Israel reisen will, um nun doch die Auszeichnung anzunehmen, die er vor 17 Jahren, als sie ihm zuerkannt worden war, nicht hatte annehmen wollen. Seine Frau hatte ihm geraten, es zu tun, damit sie so „ihre Geister“ vielleicht endlich loswerden könnten. Offensichtlich hatte auch Else Beitz diese Erscheinungen.

## Hintergrund
Der Film wurde vom 6. Mai 2019 bis zum 21. Juni 2019 unter dem Arbeitstitel Berthold Beitz – ein unruhiges Leben gedreht.
Ihm liegt insofern eine wahre Begebenheit zugrunde, als Golo Mann tatsächlich 1975 eine Anfrage von Berthold Beitz erhalten hatte, eine Biographie von Alfried Krupp zu schreiben, die zu dessen 70. Geburtstag 1977 erscheinen sollte. Erst nach längerem Zögern konnte Golo Mann sich zur Annahme dieses Auftrags entschließen und kam mit der Arbeit auch nicht gut voran, mehrmals fragten die Auftraggeber nach und kündigten schließlich, 1981, den Vertrag. Golo Mann war einerseits froh über das Ende des Projekts, andererseits ärgerte er sich trotz der erhaltenen Bezahlung über die vertane Zeit und äußerte später: „Es sollte ein Auftragsbuch daraus werden, aber das geschah nicht, weil der fertige Teil Herrn Beitz nicht gefiel. Übrigens nicht aus politischen Gründen: es war nur so, dass ich aus dem letzten Krupp, der nicht bös, aber eine ziemliche Null war, den Helden nicht machen konnte, den er, in eigentlich rührender Vasallentreue in ihm sehen wollte.“ Allerdings hatten neben Beitz auch Mitglieder der Familie von Bohlen und Halbach gegen den Text Einspruch erhoben. Erst Jahre später wurde ein Auszug daraus veröffentlicht.
Der Titel bezieht sich auf ein von Berthold Beitz im Film wiedergegebenes Perikleszitat:

„Das Geheimnis des Glücks ist die Freiheit. Das Geheimnis der Freiheit ist der Mut.“

## Rezeption

### Einschaltquote
Die Erstausstrahlung am 15. Januar 2020 wurde in Deutschland von 2,97 Millionen Zuschauern gesehen und erreichte einen Marktanteil von 9,8 Prozent für Das Erste.

### Kritik
Thomas Gehringer von tittelbach.tv schrieb: „Den Film bestimmt zum einen das intellektuelle Zwiegespräch zwischen Beitz und Golo Mann, hochdramatische Höhepunkte oder Wendungen gibt es eher wenige. Zum anderen ist im Grunde ein gewisses Vorwissen notwendig, denn viele historische Zusammenhänge wie die Bedeutung des Krupp-Konzerns, auch seine Verstrickung in den Nationalsozialismus, fließen nur in groben Zügen mit ein. Und wer von der Familie Mann noch nie etwas gehört hat, wird die greise Katia […] einfach nur für eine kranke, despotische Mutter halten. Frauen spielen in diesem Film mit zwei männlichen Hauptprotagonisten notgedrungen nur Nebenrollen.“
Bei der Frankfurter Rundschau wertete Tilmann P. Gangloff: „Sinnbildlich für den Anspruch des Films ist die Besetzung der Hauptrolle: Bechtolf stand schon verschiedentlich vor der Kamera, ist aber im Wesentlichen Bühnenschauspieler und -regisseur. Die Dialoge klingen zudem mitunter recht literarisch und lebensfern. Gerade zu Beginn wirken einige Szenen etwas steif, zumal die Nebendarsteller nicht ausnahmslos überzeugen.“
Oliver Jungen von der FAZ meinte: „In einem historischen Dialog-Drama ringen der Manager Berthold Beitz und der Historiker Golo Mann um den probaten Umgang mit der Vergangenheit.“ „Das Duell zwischen dem wortreichen Schweiger und dem stillen Enthüller, die freilich einiges gemein haben, ist allein schon schauspielerisch ein Genuss.“
Willi Winkler von der Süddeutschen Zeitung befand: „Erst da, wo sich der Lohnschreiber von seinem Auftrag löst, als es nicht mehr um eine teuer eingekaufte Hymne geht, erst als Golo Mann so geprügelt wirken darf, wie er es als Sohn des unerreichbar berühmten Nobelpreisträgers wahrscheinlich war, löst sich der Film vom pralinézarten Kitsch, in dem er so gern schwelgt.“